# Bellevue (Idaho)
Bellevue – miasto w Stanach Zjednoczonych, w stanie Idaho, w hrabstwie Blaine.